# Cornelius Maluginensis
Maluginensis var namnet på en familj tillhörande gens Cornelia.

## Kända medlemmar
- Lucius Cornelius Maluginensis, romersk politiker, konsul 459 f.Kr.
- Marcus Cornelius Maluginensis (decemvir), romersk politiker och militär, decemvir 450 f.Kr.
- Marcus Cornelius Maluginensis (konsul), romersk politiker och militär, konsul 436 f.Kr.
- Marcus Cornelius Maluginensis (censor), romersk politiker, censor 393 f.Kr.
- Marcus Cornelius Maluginensis (konsulartribun), romersk politiker, konsulartribun 369 f.Kr.
- Publius Cornelius Maluginensis, romersk politiker, konsul 393 f.Kr.
- Servius Cornelius Maluginensis Cossus, romersk politiker, konsul 485 f.Kr.
- Servius Cornelius Maluginensis (konsulartribun), romersk politiker och militär, konsulartribun 386 f.Kr.
- Servius Cornelius Maluginensis (magister equitum), romersk politiker och militär, magister equitum 361 f.Kr.